# Lapatinib
O lapatinib, lapatinibe ou ditosilato de lapatinibe (nome comercial: Tykerb) é um inibidor potente e reversível do ErbB1 e ErbB2, que são membros de um receptor da família das tirosinas - quinases, composto de quatro grupos relacionados proximamente (ErbB1 a ErbB4). Foi aprovado no Brasil para tratamento de câncer de mama em outubro de 2009.

## História
A superexpressão do ErbB1 e ErbB2 foi reportado em vários tumores humanos e são associados a um prognóstico pouco animador e sobrevida reduzida. Ainda, a estimulação destes receptores é associado com a proliferação celular, vários processos envolvidos na progressão do tumor, invasão e metástase.
O lapatinib é uma pequena molécula, aprovada recentemente (13 de março de 2007) para comercialização pelo FDA, que tem como alvo os receptores ErbB1 e ErbB2. É utilizado na terapia concomitante com a capecitabina para pacientes com cânceres de mama ou cólon, avançado e metastizado, cujo tumor progrediu após tratamento com trastuzumab (Herceptin®). O tratamento concomitante com a capecitabina aumentou significativamente (51%) o tempo médio de (re)evolução do tumor, em relação ao tratamento isolado com capecitabina.

## Indicações
No tratamento de cânceres de mama ou cólon, avançado e metastizado, cujo tumor progrediu após tratamento com trastuzumab (Herceptin®).

## Efeitos laterais
De acordo com a tabela expressa na bula e em estudo Fase III, os efeitos colaterais mais reportados foram diarréia, a síndrome mão-pé, náusea, vômito, fatiga e rash (distinto da síndrome mão-pé).

## Interacções
Este medicamento ativa-se através do metabolismo do citocromo P-450. Portanto, no tratamento é proibida a utilização de inibidores do P-450.